# David de Silva
El rabí David de Silva o David da Silva (hebreu: דוד די סילוה‎), de vegades conegut per l'acròstic Rads, fou un metge i figura preclara de la comunitat jueva de Jerusalem als segles xvii i xviii. El seu llibre Perí megadim transmet informació sobre els usos medicinals de la materia medica de l'època a Jerusalem. Era fill de Hizeqiyah de Silva i net de Rafael Mordokhai Malkí. Exercí durant el període transicional entre la fi de la medicina galènica i àrab i el principi de la medicina moderna, cosa que en fa una font important per a l'estudi de la història de la medicina.